# Roque Júnior
José Vítor Roque Júnior, plus connu sous le nom de Roque Júnior (né le  31 août 1976 à Santa Rita do Sapucaí dans l'état du Minas Gerais), est un ancien footballeur international brésilien, qui évoluait au poste de défenseur central. Il a joué dans l'équipe du Brésil qui a remporté la Coupe du monde 2002.

## Biographie

### En club
Roque Junior a joué successivement dans les clubs de Santarritense, de São José et de Palmeiras au Brésil. Dans ce dernier club, il a joué plus de 200 matches remportant la Copa Libertadores avant de partir jouer en Europe. Il signe au Milan AC où il n'arrive pas vraiment à s'imposer et se retrouve prêté à deux reprises. Il signe par la suite au Bayer Leverkusen. Il s'est engagé en janvier 2010 avec le modeste club de l'Ituano Futebol Clube, alors qu'il était sans club depuis un bref passage à Palmeiras en 2008.

### En équipe nationale
Il a remporté la Coupe du monde 2002 avec l'équipe du Brésil au côté du défenseur Lúcio mais aussi la Coupe des confédérations 2005. Il n'est pas retenu pour la Coupe du monde 2006 pour cause de blessure.
Il a été sélectionné 50 fois en équipe nationale (2 sélections sont toutefois pas reconnues comme officielles) et marqué 2 buts. Sa première sélection a eu lieu en octobre 1999 contre l'équipe des Pays-Bas et sa dernière en novembre 2005 face aux Émirats arabes unis.

## Palmarès

### Sélection
Brésil
- Coupe du monde : 2002
- Coupe des confédérations : 2005

### Club
SE Palmeiras
- Copa Libertadores : 1999
- Copa Mercosul : 1998
- Championnat de l'État de São Paulo : 1996
- Coupe du Brésil : 1998
- Tournoi Rio-São Paulo : 2000

 Milan AC
- Ligue des champions : 2003
- Supercoupe de l'UEFA : 2003
- Coupe d'Italie : 2003